# Treponema denticola
Treponema denticola is een beweeglijke, kleine tot middelgrote spirocheetbacterie. Het is een orale (in de mondholte levende) soort, die leeft in tandplak en zich kan hechten aan allerlei oppervlakken. Bovendien kan hij binnenin menselijke cellen leven, onder andere in de epitheelcellen van het tandvlees. T. denticola beschikt over mechanismen om zich te verbergen voor het immuunsysteem van de gastheer.
T. denticola voedt zich door eiwitten te fermenteren en veroorzaakt een sterke weefselafbraak (proteolyse). Deze parasiet is betrokken bij uiteenlopende aandoeningen van de tanden en de mondholte, vooral tandvleesontstekingen en parodontitis. Zo'n 80% van de mensen maakt ooit een ontsteking met T. denticola door, wat bij slechte gezondheidszorg en mondhygiëne kan leiden tot het afsterven van botweefsel in de tandkassen. Ook bij gezonde mensen komt de bacterie voor, zij het in kleine aantallen.
De bacterie is eind 19e eeuw beschreven en er is vrij veel over bekend, mede doordat hij in laboratoria makkelijker te kweken is dan veel andere spirocheten. De bacterie is facultatief anaeroob en kan dus zowel met als zonder zuurstof overleven, hoewel hij vaak als anaeroob is aangeduid. Het genoom is in 2004 gepubliceerd. Behalve bij de mens is deze bacterie ook een ziekteverwekker bij de huismuis en het huisrund, en hij kan overleven in de weefsels van allerlei gewervelden.

## Rood complex
Treponema denticola wordt tot het 'rode complex' gerekend, drie bacteriesoorten die in verband gebracht worden met chronische tandvleesontstekingen en parodontitis; de andere twee zijn Porphyromonas gingivalis en Tannerella forsythia. Deze soorten komen vaak samen voor. De term 'rood complex' kan suggereren dat er synergie bestaat tussen deze soorten, maar een onderzoek bij ratten gaf daar geen aanwijzing voor.
Een verhoogd gehalte aan T. denticola in de mond wordt beschouwd als een van de belangrijkste oorzaken van parodontitis. Veel minder duidelijk is het verband tussen dit rode complex en aandoeningen van de tandpulpa, blijkens een studie uit 2001.

## Mondholte en elders
Er zijn circa zeshonderd verschillende micro-organismen bekend die geregeld worden aangetroffen in de mondholte van de mens. T. denticola is sterk gespecialiseerd om in dit complexe milieu te overleven en is in kleine aantallen ook in gezonde gebitten te vinden, zelfs bij kinderen. Hij komt gewoonlijk bij het eten en drinken in de mond terecht en om daar te blijven moet hij zich snel aan een oppervlak hechten, zie het kopje Hechting. De soort wordt in verband gebracht met de incidentie en de ernst van parodontale aandoeningen bij de mens.
Behalve in de mondholte komt T. denticola ook voor in de ademhalingsorganen. Verder wordt hij – zoals veel bacteriën uit de mondholte – aangetroffen bij vrouwen met bacteriële vaginose; onderzoekers vermoeden dat dergelijke bacteriën in de vagina kunnen komen door beffen.

## Kweek en laboratoria
Treponema denticola is gramnegatief. De bacterie kan bij 37 graden Celsius (lichaamstemperatuur) gekweekt worden in het kweekmedium DSMZ Medium 909, onder een zuurstofvrije atmosfeer van 80% stikstof, 10% kooldioxide en 10% waterstof. Veel spirochetensoorten zijn lastig in vitro te kweken. Anno 2000 waren er slechts vier bekend die betrouwbaar opgekweekt en in leven gehouden konden worden; naast T. denticola waren dat T. pectinovorum, T. socranskii en T. vincentii. In 2011 kon nog altijd 70% van alle Treponema-variëteiten niet in vitro gekweekt worden. In vivo wordt T. denticola bestudeerd in weefsels van uiteenlopende dieren, waaronder mensen, paarden, runderen en konijnen.
De opbouw van de intacte cel van T. denticola werd duidelijk door cryo-elektronentomografie. Bij deze techniek worden cellen bliksemsnel – in enkele milliseconden of minder – gekoeld tot circa 200 °C onder nul of nog lager, zodat ijskristallen geen tijd krijgen zich te vormen. De structuren in de cel blijven dan heel en het materiaal wordt hard, zodat er monsters van gesneden kunnen worden.

### Modellen
Muizen en ratten (Murinae) en andere gewervelden worden gebruikt als modelorganismen bij de kweek in vivo, maar per 2011 was geen bruikbaar model beschikbaar met consistente resultaten, voornamelijk doordat de complexe interactie met de gastheer soortspecifiek is. Verder zijn grote dieren problematisch als proefdieren, terwijl kleine knaagdieren nauwelijks tandvleesweefsel leveren, zodat er veel exemplaren nodig zijn. Middelgrote dieren zoals konijnen bleken beperkt geschikt.
Zelf is T. denticola een geschikt modelorganisme voor het bestuderen van fysiologie, metabolisme en gastheer-pathogeen-interacties bij Treponema-soorten. Gunstig daarvoor is dat genoom en groei van T. denticola vrij makkelijk te manipuleren zijn.

## Taxonomie
Treponema denticola is sinds het einde van de 19e eeuw bekend. De bacterie werd in 1886 door Carl Flügge (1847–1923) beschreven onder de naam Spirochaete denticola, in zijn monumentale boek Die Mikroorganismen : mit besonderer Berücksichtigung der Aetiologie der Infectionskrankheiten. De naam denticola is ontleend aan het Latijn: dentis is de genitief van dens, tand; de suffix -cola betekent bewonend: tandbewoner. Wat hij bij 500 × vergroting zag, waren draadvormige, gegolfde structuren van tien tot twintig micrometer lang met spitse einden. Hij noteerde dat de bacterie zeer veel voorkwam in tandplak en cariës, samen met Leptothrix buccalis (tegenwoordige naam: Leptotrichia buccalis). Een bacteriologisch woordenboek uit hetzelfde jaar geeft tien tot dertig micrometer als afmetingen en noemt als alternatieve namen Spirochaete dentium en Spirochaete buccalis. Later is de bacterie in het geslacht Treponema geplaatst.
Van 1889 tot 1940 is de bacterie aangeduid met uiteenlopende namen, die echter geen taxonomische erkenning hebben. Gebruikte geslachtsnamen waren Spirochaete, Spirillum, Spirochaeta en Spironema, soortnamen waren dentium, microdentium, orthodonta, dentium-stenogyratum en orthodontum.
In het International Journal of Systematic and Evolutionary Microbiology publiceerden Chan et al. in 1993 analyses van enkele stammen van T. denticola, waarbij stam 35405 als de typestam werd gekozen. Op basis van die publicatie wordt het taxon aangeduid als Treponema denticola (ex Flügge 1886) Chan et al. 1993, verwijzend naar Carl Flügge. De onderzoeksgroep van Chan meende overigens dat de beschrijving door de bekende parasitoloog Émile Brumpt de eerste taxonomisch geschikte publicatie van de naam denticola was en stelde de naam 'Treponema denticola (ex Brumpt 1925) sp. nov., nom. rev.' voor.

## Genoom
Van de typestam is het genoom in 2004 gepubliceerd. De sequentie van 2 843 201 basenparen bevat 2786 coderingen voor eiwitaanmaak, de zogenaamde open leesramen (ORF's, naar het Engels: open reading frames) en daarnaast nog 6 rRNA's en 44 tRNA's. Ter vergelijking: het minimale genoom van Treponema pallidum bevat slechts 1040 ORF's. Drie evolutionaire ontwikkelingen worden aangewezen als grondslag voor het verschil:
- Reductieve evolutie, waarbij een organisme genen niet meer bezit die in eerdere generaties of bij verwante taxa wel voorkomen. Bij Treponema denticola zijn vooral genen verdwenen die te maken hebben met metabolisme en het transport van stoffen in de cel.
- Het ontstaan van nieuwe genen, bij T. denticola vooral in verband met de ziekteverwekkende eigenschappen.
- Horizontale genoverdracht, veelal genen met onbekende functies of afkomstig van bacteriofagen.

## Celstructuur en levenswijze

### Enkele structuren
De bacterie is omhuld door twee celmembranen, met daartussen een ruimte die periplasma wordt genoemd. Daarin bevinden zich strak gebundelde zweepstaartjes, die kenmerkend zijn voor spirocheten. Binnen de membranen, in het cytoplasma, liggen vezels over de hele lengte van de cel. Deze intermediaire filamenten liggen tegen het binnenste membraan, parallel aan de zweepstaartjes (flagella) die buiten datzelfde membraan liggen. De filamenten bestaan voor het overgrote deel uit één eiwit, dat gecodeerd wordt door het gen CfpA.

### Facultatief anaeroob
Lang is gedacht dat T. denticola obligaat anaeroob is en dus niet kan overleven onder atmosferische, zuurstofrijke omstandigheden. Echter, in 1993 bewezen Syed et al. dat de bacterie facultatief anaeroob is en in aanwezigheid van zuurstof zelfs iets sneller groeit. De werking van protease-enzymen die peptiden afbreken was wel afhankelijk van de samenstelling van de atmosfeer, maar zonder dat daar in 1993 een duidelijk beeld uit voortkwam.
Ook na de ontdekking van Syed et al. is deze bacterie vaak als anaeroob aangeduid.

### Beweging
Zoals alle Treponema beweegt denticola zich voort met kurkentrekkerachtige of golvende bewegingen. Algemeen wordt aangenomen dat de periplasmatische zweepstaartjes de spirocheten het vermogen geven om te draaien en te buigen. Vergeleken met andere prokaryoten verplaatsen Treponema zich met uitzonderlijk gemak in viskeuze (stroperige) milieus, en in laboratoria dringen ze makkelijk door in enkelvoudige lagen cellen (monolayers). De beweeglijkheid en de invasieve vermogens worden algemeen in verband gebracht met de gegolfde of gedraaide vorm van deze bacteriën en met de plaatsing van hun zweepstaartjes.

### Hechting
De belangrijkste plaats waar de cel zich in de mondholte vasthecht is de pocket, de spleet tussen tandvlees (gingiva) en tand. Om niet in het darmkanaal te verdwijnen, moet T. denticola zich onmiddellijk met een van zijn spitse uiteinden aan een oppervlak hechten. Beide einden bevatten een schijf die betrokken zou kunnen zijn bij de aanhechting en min of meer de vorm heeft van een knieschijf. Evenals de zweepstaartjes ligt deze structuur tussen het binnenste en het buitenste celmembraan.
De bacterie kan zich binden aan uiteenlopende menselijke cellen en weefsels, onder andere aan fibroblasten (bindweefselcellen) van ontstoken tandvlees en aan het basaal membraan. Daarnaast kan T. denticola zich vastzetten op vullingen, wortelcement en tandheelkundig cement, en ook aan fusobacteriën, althans aan soorten die in de mondholte voorkomen. Hechting aan elkaar of aan andere Treponema-soorten is niet waargenomen.

### Invasie in gastheercellen
De meeste bacteriën zijn veel kleiner dan normale cellen van eukaryoten en dat geldt zeker voor de draadvormige, kleine Treponema. T. denticola kan binnendringen in gastheercellen en kan minstens in een deel van zijn levenscyclus als endoparasiet leven, zoals aangetoond is bij epitheelcellen van het tandvlees. Door binnen te dringen in de cellen, kan de bacterie het immuunsysteem ontwijken en dieper binnendringen in het steunweefsel van de tand, het parodontium. Het eiwit dentilisine, dat typerend is voor T. denticola, speelt daarbij vermoedelijk een belangrijke rol. Waarschijnlijk door afbraak van de tight junctions kan deze spirocheet de barrière van het epitheel verzwakken. Cytotoxiciteit speelt vermoedelijk een ondergeschikte rol bij de invasie.

## Cytotoxiciteit
In het tandvlees kan T. denticola zich hechten aan de celmembranen van het meest voorkomende type bindweefselcellen, de fibroblasten. De bacterie kan zich binden aan uiteenlopende eiwitten, waaronder fibronectine en collageen. De bacterie kan componenten uit zijn eigen cel overbrengen naar de gastheercel, waar ze onder andere de celmembraan verzwakken. Die gaat uitpuilen, wat de uitwisseling van stoffen en de cytotoxische werking vergemakkelijkt.
Bij binding aan rode bloedcellen van mensen, paarden, runderen en konijnen kan deze spirocheet samenklontering van die cellen en celdood door lyse veroorzaken, maar enkel in bepaalde fasen van de bacteriële levenscyclus. Onderzoek uit 1992 deed vermoeden dat de klontering veroorzaakt wordt door een eiwitcomplex van de bacterie, mogelijk een glycoproteïne.

## Rol bij ziekte

### Parodontale ziekte
Parodontitis is een vorm van tandvleesontsteking die veroorzaakt kan worden door de ophoping van tandplak bij slechte mondhygiëne. Tandplak is een kleverige substantie die bacteriën bevat die kunnen verharden tot een substantie die calculus wordt genoemd, waardoor het tandvlees geïrriteerd raakt.
Treponema denticola, een subgingivale orale spirocheet is in verband gebracht met veel parodontale aandoeningen zoals: het vroege stadium van parodontitis, acute pericoronitis (infectie onder het tandvlees dat een gedeeltelijk doorgebroken tand bedekt), alsmede necrotiserende ulceratieve gingivitis (ernstige ontsteking van het tandvlees die vaker voorkomt bij immunogecompromitteerde patiënten). Het betreft laesies die beperkt blijven tot het gingivale weefsel.
Uit klinisch bewijs en onderzoek blijkt dat parodontale pockets grote aantallen Treponema denticola bevatten, samen met andere proteolytische gramnegatieve bacteriën, die een belangrijke rol spelen bij de ontwikkeling van parodontale aandoeningen. De toxische producten van deze bacteriën, met name treponema denticola, kunnen het oppervlak van de parodontale cellen beschadigen, waardoor deze vatbaarder worden voor beschadiging en lysis. Treponema denticola hecht zich aan fibroblasten en epitheelcellen alsmede aan extracellulaire matrixcomponenten die in parodontale weefsels worden aangetroffen en geeft zijn eigen bacteriële inhoud af. De bacteriële componenten zijn:
- Buitenste schede geassocieerde peptidasen
- Chymotrypsine-eiwitases
- Trypsine-eiwitases
- Hemolytische activiteiten
- Hemagglutinerende activiteiten
- Buitenste-schede-eiwit met porievormende eigenschappen

In een aantal studies is een toename van Treponema denticola waargenomen bij patiënten met orthodontische apparatuur, met name het vaste type.

### Orale kanker
Treponema denticola is een potentieel etiologisch bacterieel agens voor mondkanker. Het bevordert oncogenese (proces waarbij gezonde cellen kankercellen worden) en daardoor de progressie van mondkanker door chronische ontsteking die de invasiviteit van de kankercellen bevordert. Dit resulteert in het stoppen van celapoptose (remming van gecontroleerde celdood - een veiligheidsmechanisme binnen cellen om te voorkomen dat meer schade optreedt), wat resulteert in snelle groei en vermenigvuldiging van kankercellen. Hierdoor wordt het immuunsysteem onderdrukt, waardoor het lichaam de kankercellen niet meer herkent, met als gevolg dat er meer kankerbevorderende stoffen worden geproduceerd. De aanwezigheid van T. Denticola samen met andere parodontale pathogenen en bacteriële diversiteit binnen de mondholte zijn belangrijke factoren die bijdragen aan kankercellen (waaronder precancereuze maaglaesies).